# Hyun Cheol
Hyun Cheol (현철?, 玄哲?), pseudonimo di Kang Sang-soo (강상수?, 姜祥秀?; Busan, 29 luglio 1942 – Seul, 15 luglio 2024), è stato un cantante sudcoreano, considerato uno dei "quattro imperatori del trot" per la fama riscossa durante i tardi anni Ottanta.

## Biografia
Nato nel 1942 a Busan, studiò alla Dong-a University. Esordì nel 1969 con il brano My Heartless Love, dopodiché entrò in una band – gli Hyun Chul & Bees – che ottenne scarsi risultati. Raggiunse il successo come solista nel 1982 con le hit I Think of You Whenever I Sit or Stand e Love Is Like a Butterfly, diventando uno dei cantanti più popolari dei tardi anni Ottanta e venendo considerato parte dei "quattro imperatori del trot" insieme a Sul Woon-do, Tae Jin-ah e Song Dae-gwan. Nel 1989 e nel 1990 si aggiudicò il gran premio ai KBS Music Award, rispettivamente per Garden Balsam Love e Not Anymore.
La sua salute iniziò a peggiorare dopo un'operazione chirurgica al disco cervicale che provocò danni al sistema nervoso e lo costrinse a interrompere l'attività musicale per focalizzarsi sul recupero. La sua ultima apparizione televisiva fu nell'episodio 74 di Bulhu-ui myeong-gok nel 2020. Nella primavera 2024 venne ricoverato in terapia intensiva in un ospedale di Guui-dong a Seul dopo essersi ammalato di polmonite. Morì il 15 luglio seguente, due settimane prima di compiere 82 anni e, dopo il funerale organizzato all'Ospedale Asan nella capitale sudcoreana, venne tumulato al Bundang Memorial Park.

## Vita privata
Si sposò nel 1970 con Song Ae-kyung, con la quale ebbe un figlio e una figlia.